# 28 grader i skuggan
28 grader i skuggan är Mauro Scoccos 5:e studioalbum utgivet 1994. Den släpptes på Scoccos eget skivbolag Diesel Music. 4 singlar från albumet släpptes: Överallt, Gå Samma Väg, Går Ut Med Mig Själv och Hel Igen.

## Låtlista
| Nr  | Titel                       | Längd |
| --- | --------------------------- | ----- |
| 1.  | Intro                       | 0:35  |
| 2.  | Gå Samma Väg                | 3:31  |
| 3.  | Allt Eller Inget            | 4:25  |
| 4.  | Går Ut Med Mig Själv        | 3:51  |
| 5.  | Överallt                    | 4:38  |
| 6.  | Hel Igen                    | 5:25  |
| 7.  | Var Tar Kärleken Vägen      | 3:50  |
| 8.  | Interlude                   | 0:25  |
| 9.  | När Det Är Nog              | 4:23  |
| 10. | Allt Du Söker               | 3:37  |
| 11. | Genom Sol, Genom Regn       | 4:12  |
| 12. | Socker Och Salt             | 3:13  |
| 13. | Timjan Och Dill             | 0:49  |
| 14. | Måndag Igen                 | 4:24  |
| 15. | Rytmen Av Ett Ensamt Hjärta | 3:35  |

## Listplaceringar
| Lista (1994-1995) | Topplacering |
| ----------------- | ------------ |
| Sverige           | 1            |